# Fleckenbauchkolibri
Der Fleckenbauchkolibri (Opisthoprora euryptera), auch Fleckenbauch-Avosettkolibri oder Degenschnabelkolibri, ist eine Vogelart aus der Familie der Kolibris (Trochilidae) und die einzige Art der Gattung Opisthoprora. Das Verbreitungsgebiet dieser Art umfasst die Länder Peru, Ecuador und Kolumbien. Der Bestand wird von der IUCN als „nicht gefährdet“ (least concern) eingeschätzt.

## Merkmale

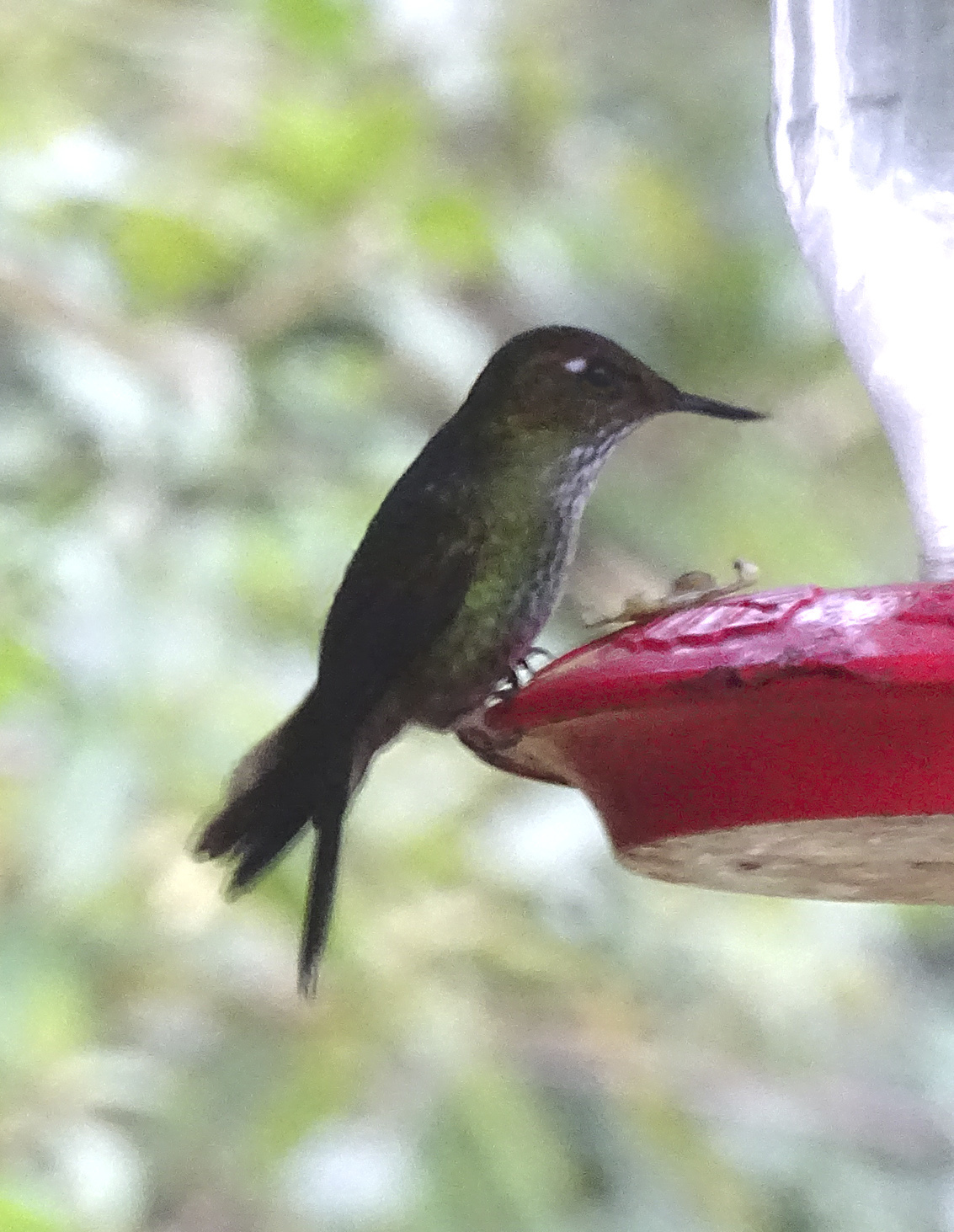
Fleckenbauchkolibri

Der Fleckenbauchkolibri erreicht eine Körperlänge von etwa 10 cm. Der kurze, 13 mm lange Schnabel ist an der Spitze deutlich nach oben gebogen. Die Oberseite ist glänzend grün, wobei der Kopf und der Nacken sich merklich kupferfarben abheben. Hinter dem Auge liegt ein kleiner, weißer Fleck. Die weißliche Unterseite wird von dichten grünen Flecken durchzogen, was an der Kehle und der Brust wie Streifen aussieht. Im unteren Bauchbereich und an den Unterschwanzdecken geht die Färbung in gelbbraun über. Der relativ breite, kurze Schwanz ist blauschwarz mit wenigen weißen Flecken. Die zentralen Steuerfedern sind bronzefarben.

## Verhalten
Es ist relativ wenig über das Verhalten der Fleckenbauchkolibris bekannt. Normalerweise sind sie Einzelgänger. So kann man sie im Schwirrflug oder an winzigen röhrenförmigen Pflanzen klammernd beobachten, die sich in Höhen zwischen 1 und 3 Metern über der Erde und oft im Dickicht befinden. Wenn sie sich ausruhen, sitzen sie meist auf den Ästen der unteren Straten. Im Vergleich zu anderen Kolibriarten wirken sie zeitweise relativ inaktiv. Gerne fliegen sie die zur Familie der Glockenblumengewächse gehörende Gattung Centropogon an.

## Verbreitung und Lebensraum

Verbreitungsgebiet des Fleckenbauchkolibris

Fleckenbauchkolibris kommen nur unregelmäßig im Gestrüpp feuchter Gebirgswälder an den Osthängen der Anden im Norden Perus in Höhen zwischen 2700 und 3200 Metern vor. Hier sind sie nur sehr selten in der Cordillera del Colán in der Provinz Chachapoyas und in der Region La Libertad zu entdecken. In Ecuador kommen sie am häufigsten im Nordosten des Landes vor. Aus dem Süden gibt es nur vereinzelte Berichte von der Cordillera del Zapote-Najda in der Provinz Morona Santiago, aus Sabanilla in der Provinz Loja, von Cajanuma im Nationalpark Podocarpus und von den Osthängen der Cordillera las Lagunillas. Nur bei Sabanilla wurden sie in einer Höhe von 1700 Metern gesichtet, sonst sind sie auch in Ecuador in Höhen zwischen 2400 und 3200 Metern aktiv. In Kolumbien erstreckt sich ihr Verbreitungsgebiet von den Westhängen der Zentralanden im Departamento de Caldas über die Ost- und Westhänge der Anden des Departamento de Cauca bis in die Osthänge im Departamento de Nariño. Am häufigsten kann man sie im Nationalpark Puracé entdecken.

## Lautäußerungen
Der Ruf besteht aus einer abnehmenden Serie dünner Pfiffe. Diese klingen wie wsee, wsee, wsee.

## Etymologie und Forschungsgeschichte
George Loddiges beschrieb den Fleckenbauchkolibri ursprünglich unter dem Namen Trochilus eurypterus. Das Typusexemplar erhielt er aus der Sammlung von John Gould; es stammte aus der Gegend um Popayán. Erst später wurde die Art der Gattung Opisthoprora zugeschlagen. Der Begriff Opisthoprora leitet sich aus den griechischen Worten ὄπισθε ópisthe für „verkehrt, zurück, von hinten“ und πρῷρα prôira für „Bug, Schiffsvorderteil“ ab. Das griechische Artepitheton euryptera ist ein Wortgebilde aus εὐρύς eurýs für „breit“ und -πτερος -pteros für „-geflügelt“.